# Pokrajina Genova
Provinca Genova (italijansko Provincia di Genova) je bila provinca v italijanski deželi Ligurija. Njeno glavno mesto je bilo mesto Genova. Leta 2015 jo je nadomestilo Metropolitansko mesto Genova z 818.000 prebivalci (2025), kot ena od štirih pokrajin, ki sestavljajo italijansko deželo Ligurijo. 
Na severu je mejila z deželama Piemont in Emilija - Romanja, na vzhodu s pokrajino La Spezia, na jugu z Ligurslim morjem in na zahodu s pokrajino Savona.

## Večje občine
Glavno mesto je Genova, ostale večje občine so (podatki 31.12.2006):
| Mesto          | Št. prebivalcev |
| -------------- | --------------- |
| Genova         | 612.269         |
| Rapallo        | 30.369          |
| Chiavari       | 27.728          |
| Sestri Levante | 18.644          |
| Lavagna        | 13.131          |
| Arenzano       | 11.626          |

## Naravne zanimivosti
V pokrajini je šest večjih jezer, ki so glavni viri pitne vode za vso okolico in predvsem za mesto Genovo. Upoštevati je treba namreč, da gre za izrazito obmorske kraje, saj leži kar 16 občin (od skupnih 67) neposredno na obali.
Seznam zavarovanih območij v pokrajini:
- Krajinski park Beigua (Parco naturale regionale del Beigua)
- Krajinski park Portofino (Parco naturale regionale di Portofino)
- Krajinski park Antola (Parco naturale regionale dell'Antola)
- Krajinski park Aveto (Parco naturale regionale dell'Aveto)
- Naravni rezervat Agoraie di sopra e Moggetto (Riserva naturale Agoraie di sopra e Moggetto)
- Zaščiteno morsko področje Portofino (Area naturale marina protetta Portofino)
- Mednarodna ustanova za zaščito morskih sesalcev (Santuario per i mammiferi marini)

## Zgodovinske zanimivosti
Ko je bila leta 1859 ustanovljena pokrajina Alessandria, so ji bili dodeljeni tudi nekateri kraji Genovske pokrajine, a prebivalstvo ni bilo zadovoljno s to ureditvijo. Zato so se razni politiki zavzeli za povratek teh občin pod upravo Genove in dosegli so pristanek državnih oblasti. Organizirane so bile volitve, ki bi morale formalno potrditi zamenjavo. Toda fašistični voditelji so v tem videli okrnitev svoje oblasti in so na predvečer volitev telegrafirali v Rim, naj se stvar vendar uredi "na katerikoli način". Naslednjega dne so iz volilnih sedežev enostavno izginile vse volilne žare, kar je seveda onemogočilo volitve. Zadevne občine so ostale, kjer so bile, in so tam še danes. 